# Sarinda silvatica
Sarinda silvatica is een spinnensoort in de taxonomische indeling van de springspinnen (Salticidae). De soort komt voor in Panama. 
Het dier behoort tot het geslacht Sarinda. De wetenschappelijke naam van de soort werd voor het eerst geldig gepubliceerd in 1946 door Arthur Merton Chickering.